# Traçage électrique
Pour les articles homonymes, voir Traçage.
 (septembre 2010).
Si vous disposez d'ouvrages ou d'articles de référence ou si vous connaissez des sites web de qualité traitant du thème abordé ici, merci de compléter l'article en donnant les références utiles à sa vérifiabilité et en les liant à la section « Notes et références ».
Le traçage électrique permet le maintien hors gel, le maintien en température ou le chauffage de produits sensibles en disposant sur le contenant (tuyauterie, pompe, réservoir, trémie, etc.) un apport calorifique, pour, au minimum, compenser les pertes de chaleur qui se produisent malgré le calorifuge (l'isolation thermique).
Cet apport calorifique peut s'effectuer grâce à un câble chauffant, un cordon ou un tissu, et remplace habituellement des solutions par un réseau de vapeur, d'eau chaude, d'huile chaude, etc.
Par rapport à ces dernières solutions, les avantages sont l'homogénéité, la facilité de régulation et la maintenance réduite. Un câble chauffant est un matériel électrique. Il peut aussi être appelé cordon chauffant, ruban chauffant ou plus généralement élément chauffant souple. C'est l'élément qui apporte la chaleur dans une installation  de traçage électrique.

## Typologie
Il existe trois principales techniques de câble chauffant : câble à puissance constante, câble série et câble autorégulant.

### Câble à puissance constante
Un câble à puissance constante est constitué d'une succession de résistances identiques connectées comme un ensemble de circuits en parallèle, ce qui permet de disposer de la même puissance dissipée sur chacun de ces tronçons.
Ces résistances sont constituées d’un fil chauffant bobiné autour des câbles conducteurs isolés, avec lesquels il entre en contact régulièrement.
Ces tronçons, entre 2 points de contact consécutifs, sont appelés modules.
C’est pourquoi le câble ne peut être chauffant qu’entre 2 points de contact, c'est-à-dire que sa longueur chauffante est obligatoirement un multiple de sa longueur de module.

### Câble série
Un câble série est constitué d'une seule résistance en série, et donc caractérisé par sa valeur ohmique et sa longueur.

### Câble autorégulant
Un câble autorégulant est composé de deux conducteurs et d'une matrice polymère.
Entre les conducteurs, la matière sombre qui constitue l’élément chauffant,
en polymère enrichi en carbone conducteur possède une résistivité qui varie
avec la température, du fait de la dilatation des structures internes qui
diminuent l’espace disponible au passage du courant.
En conséquence, lorsque la température s’élève, la puissance dissipée par le
câble diminue. 
C’est ce phénomène qui est appelé autorégulation.
Celui-ci évite normalement toute surchauffe qui pourrait dégrader le câble, et permet
qu’une partie du câble placée dans un environnement plus froid transmette
plus d’énergie dans cette zone.
En fonctionnement, le câble atteindra donc toujours un équilibre entre la
puissance qu’il dissipe et les pertes dues à l’environnement extérieur.
Cependant, il est impossible de prévoir avec une grande précision à quelle
température de surface le câble se stabilisera, du fait de la complexité et de
la variabilité de son environnement.
Les câbles autorégulants ont une intensité électrique de démarrage importante et il sera difficile de pouvoir contrôler la valeur de la résistance électrique de ces produits car elle varie de façon importante. Ceci rend les opérations de maintenance et de contrôle plus délicates.

## Fonctionnement
Le câble chauffant chauffe grâce à l’effet joule dégagé grâce à l’énergie électrique. C’est en traversant les résistances que la chaleur est dégagée. La tension (volt) et le courant (ampère) sont proportionnels à la puissance dégagée : P(w) = U(v) x I(a)

## Utilisation
Les câbles chauffants sont souvent utilisés dans la construction, le bâtiment, la réfrigération, le BTP et l’industrie pour des applications de mise hors gel de tuyauterie ou de maintien en température de canalisations. Ils sont aussi utilisés à titre privé pour la mise hors gel des canalisations des résidences secondaires ou le dégivrage des allées. Il est possible d’installer les câbles chauffants sur des tuyaux plastiques, néanmoins des précautions d’utilisation sont nécessaires . Dans le cas d'un réseau d'eau chaude sanitaire, l'intérêt n'est pas évident par rapport à une conduite de retour (pour créer une boucle d'eau chaude sanitaire). 

## Mise en œuvre
La mise en œuvre des câbles chauffants peut se faire en linéaire ou en spirale. 
Il faut connaitre la déperdition par mètre d’une installation grâce à un calcul de déperdition thermique. Si cette déperdition est inférieure à la puissance du câble, alors il faut le poser de façon linéaire sous l’installation (tuyaux, gaine). 
Si la puissance du câble est inférieure à la déperdition, il faut diviser la déperdition par mètre de l’installation par la puissance du câble. 
Le résultat donnera la distance de câble nécessaire en fonction de la longueur de l’installation.